# 周昭怡
周昭怡（1912年—1989年），女，湖南长沙人，中国书法家，曾任中国书法家协会理事，中国书法家协会湖南分会主席。

## 家庭
父亲周介祹。